# Cathédrale Saint-Martin de Spišská Kapitula
Cette  cathédrale n’est pas la seule cathédrale Saint-Martin.
La cathédrale Saint-Martin (en slovaque : Katedrála svätého Martina) est une cathédrale située à Spišská Kapitula, partie de la ville de Spišské Podhradie en Slovaquie. Elle fut construite de 1245 à 1273. Elle est la cathédrale du diocèse de Spiš.